# شونبرگر
شونبرگر می‌تواند یکی از موارد زیر باشد:
- باربارا شونبرگر، (زادهٔ ۱۹۷۴) بازیگر، خواننده، مجری و مجری تلویزیون آلمانی.
- زباستیان شونبرگر، (زادهٔ ۱۹۹۴) دوچرخه سوار از اتریش.